# Claude Jenet
Pour les articles homonymes, voir Jenet.
 (octobre 2011).
Si vous disposez d'ouvrages ou d'articles de référence ou si vous connaissez des sites web de qualité traitant du thème abordé ici, merci de compléter l'article en donnant les références utiles à sa vérifiabilité et en les liant à la section « Notes et références ».
Claude Jenet, né le 25 février 1942 à Limoges, et mort le 3 décembre 2014 à Avignon, est un syndicaliste français, membre de Force ouvrière. Il est cofondateur et secrétaire national de 2008 à sa mort du Parti ouvrier indépendant.

## Biographie
D'abord secrétaire général de l'Union départementale de la Haute-Vienne de la Confédération générale du travail - Force ouvrière, Claude Jenet devient secrétaire confédéral de la CGT-FO en 1979. Il est alors chargé de la presse et de la communication auprès d'André Bergeron.
Connu pour son combat contre les lois successives des gouvernements Mitterrand sur la flexibilité du travail (lois Auroux, Delebarre notamment), il est la cible d'attaques répétées le stigmatisant comme trotskiste (les trotskistes jouant eux aussi un rôle important contre la flexibilité aux côtés d'anarcho-syndicalistes et de socialistes « SFIO maintenus »).
Au départ d'André Bergeron et de Roger Sandri de la direction de la confédération, au moment de l'arrivée de Marc Blondel à la tête de la Confédération, il en devient le numéro deux. Atteint par l'âge de la retraite, il décide quelques années plus tard de répondre à l'appel de Pierre Lambert et de Roger Sandri et rejoint le Parti ouvrier indépendant, dont il devient secrétaire national dès le congrès de fondation, avec Daniel Gluckstein, Jean Markun et Gérard Schivardi, poste auquel il a été réélu au congrès de juin 2011 de cette formation.
Retraité dans le Vaucluse où il s'occupait de l'Union départementale des retraités Force ouvrière, Claude Jenet est mort le 3 décembre 2014.